# ナネットレポー
ナネット・レポー（Nanette Lepore、1972年 - ）はアメリカ合衆国のファッションデザイナー。デザイナーの名前であり、ファッションブランドの名前でもある。1998年からニューヨーク・コレクションに参加している。日本語ではブランド名として「ナネットレポ」と表記することがある。
米国では、パリス・ヒルトン、ブリトニー・スピアーズなどのセレブたちを顧客に持ち、毎回コレクションは話題となっている。サックス・フィフス・アベニュー、ブルーミングデールズなど主要百貨店のコンテンポラリーデザイナーのメインブランドとして現在の展開をしている。ニューヨークのソーホー、ロサンゼルス、ラスベガス、ボストンに直営店があり、ロンドンには欧州1号店がある。
日本では、東京スタイルとのライセンス契約により、全国20店舗ほど展開をしており、バーニーズ・ニューヨークにもはいっている。